# CE Barberà
CE Barberà – hiszpański klub szachowy z siedzibą w Barberà del Vallès.

## Historia
Klub został założony w 1952 roku pod nazwą CA Creu de Barberá, w późniejszym okresie nosił nazwy CA Creu i CE Barberà. W 1994 roku klub awansował do katalońskiej Primera Divisió (drugi poziom), której wicemistrzostwo zdobył w 1999 roku. W 2008 roku klub zadebiutował w hiszpańskiej División de Honor, jednak spadł wówczas z ligi. W najwyższej hiszpańskiej klasie rozgrywkowej zespół grał jeszcze w latach 2010 i 2014; zawodnikami CE Barberà w okresie gry klubu w najwyższej lidze hiszpańskiej byli m.in. Hipolito Asis Gargatagli, Lázaro Bruzón Batista, Fidel Corrales Jiménez, Sopiko Guramiszwili, Holden Hernández Carmenates, Ołeksandr Ipatow, Ana Matnadze, Marc Narciso Dublan, Jewgienij Postny, Yuniesky Quezada Pérez i Dawit Szengelia. W latach 2010 i 2012 zespół zdobył mistrzostwo Katalonii w szachach szybkich. W sezonach 2010 i 2019 zdobył wicemistrzostwo Katalonii w szachach klasycznych. W roku 2020 został wraz z SCC Sabadell, CE Mollet i EE Barcelona ogłoszony mistrzem Katalonii, natomiast w 2022 roku samodzielnie zdobył tytuł. W 2025 roku klub został wicemistrzem Katalonii.